# The Scares
The Scares är en grupp skär i Storbritannien.   De ligger i viken Luce Bay i kommunen Dumfries and Galloway och riksdelen Skottland. Det största skäret heter Big Scare, 12 km sydväst om Port William.